# Arothron
Arothron Müller, 1841 è un genere di pesci della famiglia Tetraodontidae.

## Tassonomia
Il genere comprende le seguenti specie:
- Arothron caeruleopunctatus Matsuura, 1994
- Arothron carduus (Cantor, 1849)
- Arothron diadematus (Rüppell, 1829)
- Arothron firmamentum (Temminck  & Schlegel, 1850)
- Arothron hispidus (Linnaeus, 1758)
- Arothron immaculatus (Bloch  &Schneider, 1801)
- Arothron inconditus Smith, 1958
- Arothron manilensis (Marion de Procé, 1822)
- Arothron mappa (Lesson, 1831)
- Arothron meleagris (Lacepède, 1798)
- Arothron nigropunctatus (Bloch  &Schneider, 1801)
- Arothron reticularis (Bloch & Schneider, 1801)
- Arothron stellatus (Bloch & Schneider, 1801)